# Las siete bellezas (poema)

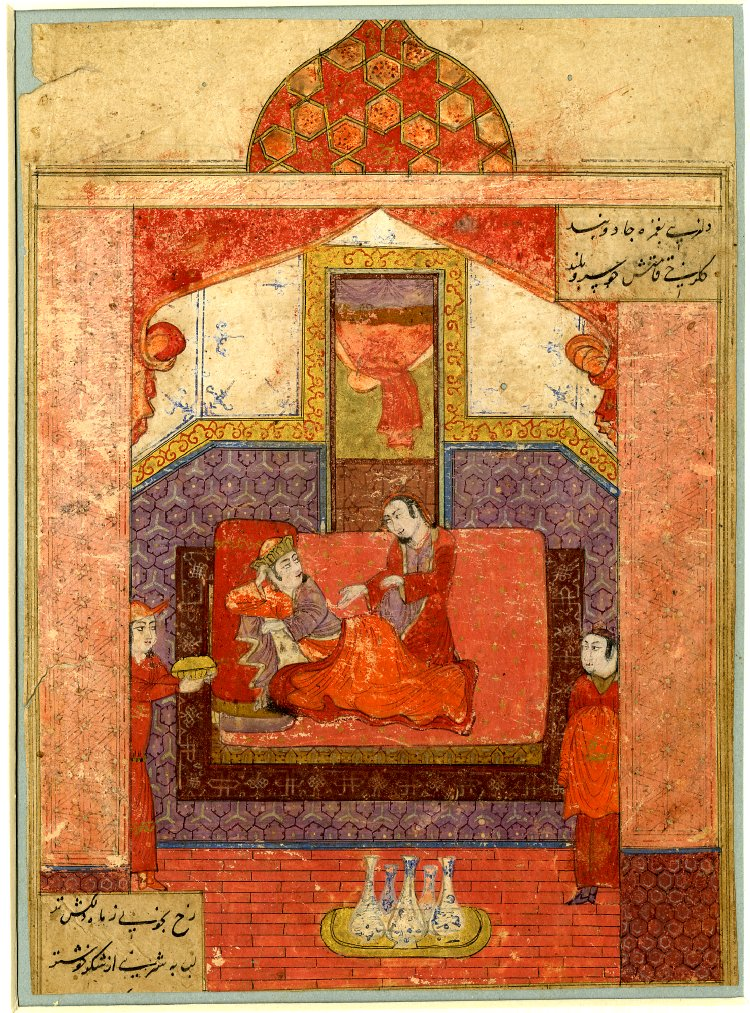
Una miniatura del basada en los relatos de Haft Peykar.

Las siete bellezas (Haft peykar o Bahrâmnâmê, en persa) es, en orden de fechas, la cuarta composición poética del famoso poeta persa Nezamí Ganyaví (1140-1210) , y una de sus dos obras maestras (la otra es Cosroes y Shirin).
En lo que se refiere a la estructura general y estilo, esta obra se puede dividir en dos partes claramente diferenciadas. Una es la parte primera y la última, que trata sobre el rey sasánida Bahram V, desde su nacimiento hasta su misteriosa muerte, todo ello basado en una versión semihistórica. La otra parte es la central, que son siete narraciones o episodios contados por las siete esposas de este rey. Son cuentos sapienciales que narran a Bahrâm V estas hijas de los reyes de los Siete Climas (según la división del mundo de los antiguos persas).
Esta obra poética es una mezcla de épica y lírica en el sentido de que la parte 'de las siete cúpulas' posee enteramente un espíritu lírico y de imaginación romántica. Sin embargo, en la parte semihistórica, aunque el autor ha intentado delinear una faceta épica de Bahrâm V el resultado es una mezcla de elementos épicos y líricos.
Esta obra fue una fuente constante de inspiración para la pintura y las miniaturas de Persia y la India Mogol.

## Las siete narraciones deHaft Peykar
- La cúpula negra (La ciudad cuyas gentes vestían de negro).
- La cúpula amarilla (El rey que no se fiaba de las mujeres y la concubina de rostro amarillo).
- La cúpula verde (El asceta y Malija el malvado).
- La cúpula roja (La dama encerrada en una fortaleza).
- La cúpula de turquesa (La historia de Mâhân y los demonios).
- La cúpula de sándalo (El cuento del Bien y del Mal).
- La cúpula blanca (El cuento del muchacho y la muchacha que querían unirse más no les fue posible).

## En el arte y la cultura
En Sheki, los paredes de la casa de Shekikhanov están decorados con los retratos de los héroes del poema. 
En 1979 el pintor azerbaiyano Mikail Abdullayev decoró las paredes de la estación de Metro de Bakú "Nizami Ganyavi" con murales de mosaico basados en los poemas del autor. Tres de estas composiciones muestran a los héroes de "Las siete bellezas".
El 21 de noviembre de 2018 en Moscú se abrió una exposición sobre el poema y el ballet de Qara Qarayev "Las siete bellezas".
En 1949 el compositor azerbaiyano Qara Qarayev compuso la suite "Las siete bellezas" y en 1952 también basándose en el poema, el ballet "Las siete bellezas", estrenado el 7 de noviembre de 1952.
La ópera Turandot de Giacomo Puccini se basa en la historia del martes en la Cúpula Roja.